# Giuseppe Maria Sanfelice
Giuseppe Francesco Maria Sanfelice (Napoli, 16 luglio 1614 – Rogliano, 20 novembre 1660) è stato un arcivescovo cattolico e diplomatico italiano.

## Biografia
Giuseppe proveniva dalla nobile famiglia napoletana dei Sanfelice. Ricevette l'educazione umanistica nel seminario arcivescovile di Napoli, la formazione filosofica al collegio dei Gesuiti. Nel 1631, all'età di 17 anni, ottenne un dottorato in giurisprudenza. Già all'età di 24 anni gli fu affidato dal viceré di Sicilia un importante ufficio statale. Tuttavia, decise di optare per la carriera ecclesiastica e andò a Roma, dove fu nominato prima dell'ordinazione sacerdotale, ricevuta poco prima della sua ordinazione episcopale, come referendario della Segnatura Apostolica.
Nel 1643 papa Urbano VIII lo nominò governatore di Imola. Dimostrò capacità diplomatica nel conflitto tra il ducato di Parma e lo Stato Pontificio. Papa Innocenzo X lo nominò vicelegato di Ferrara e lo mandò a negoziare a Fermo, quando scoppiarono rivolte contro l'amministrazione papale, e infine lo nominò governatore di Perugia. Nel 1650 lo nominò arcivescovo di Cosenza.
Nel 1652 gli affidò la nunziatura apostolica a Colonia. Da lì visitò numerosi monasteri, viaggiando nei territori protestanti in Germania e nei Paesi Bassi e promuovendo l'istituzione di missioni e la cura dei convertiti. Sostenne Bartholomew Holzhauser e lo raccomandò alla Santa Sede.
Alessandro VII, che divenne papa nel 1655, lo confermò come nunzio. Nel 1658 lo mandò come inviato speciale per le elezioni imperiali a Francoforte, da cui emerse dopo lunghe controversie, il desiderio del candidato della Santa Sede, Leopoldo I come successore di suo fratello morto nel 1654. Scrisse dell'elezione imperiale, ma anche dei suoi viaggi come nunzio in un diario, stampato grazie al nipote Ferdinando Sanfelice nel 1717.
Fu richiamato a Roma, visto l'aggravarsi delle sue condizioni di salute, ritornando a Cosenza. Morì a Rogliano durante una visita il 20 novembre 1660.

## Genealogia episcopale
La genealogia episcopale è:
- Cardinale Guillaume d'Estouteville, O.S.B.Clun.
- Papa Sisto IV
- Papa Giulio II
- Cardinale Raffaele Riario
- Papa Leone X
- Papa Clemente VII
- Cardinale Antonio Sanseverino, O.S.Io.Hieros.
- Cardinale Giovanni Michele Saraceni
- Papa Pio V
- Cardinale Innico d'Avalos d'Aragona, O.S.Iacobi
- Cardinale Scipione Gonzaga
- Patriarca Fabio Biondi
- Papa Urbano VIII
- Cardinale Cosimo de Torres
- Cardinale Pier Luigi Carafa
- Arcivescovo Giuseppe Maria Sanfelice